# Лийлано (окръг, Мичиган)
Окръг Лийлано (на английски: Leelanau County) е окръг в щата Мичиган, Съединени американски щати. Площта му е 6558 km², а населението - 21 119 души (2000). Административен център е населеното място Сътънс Бей Тауншип.